# Cuchareta Baja-Cuchareta Alta-Nueva Esperanza
Cuchareta Baja-Cuchareta Alta-Nueva Esperanza es un caserío peruano ubicado en el distrito de Aguas Verdes, perteneciente a la provincia de Zarumilla del departamento de Tumbes, al norte del Perú. 

## Ubicación
Cuchareta Baja-Cuchareta Alta-Nueva Esperanza se ubica al noreste de la provincia de Zarumilla, en el distrito de Aguas Verdes, en el departamento de Tumbes. Se ubica cerca a la frontera ecuatoriana-peruana.

## Demografía
En 2017 Cuchareta Baja-Cuchareta Alta-Nueva Esperanza tenía una población de 983 habitantes.
| Gráfica de evolución demográfica de Cuchareta Baja-Cuchareta Alta-Nueva Esperanza entre 1993 y 2017 |
| |
| Fuentes: Población 1993 (Cuchareta Alta, Cuchareta Baja y Nueva Esperanza) y 2017                   |